# Жансеїт
Жансеї́т (каз. Жансейіт) — село у складі Шиєлійського району Кизилординської області Казахстану. Входить до складу Іркольського сільського округу.
У радянські часи село називалось Распецхоз або Райспецхозоб'єднання.
Населення — 436 осіб (2021; 419 у 2009, 400 у 1999, 409 у 1989).